# عبد الله بن محمد بن عبد اللطيف
العلامة المحقق الشيخ القاضي عبد الله بن محمد بن عبد اللطيف (جد أسرة آل عبد اللطيف) بن محمد بن ناصر, الملقب بالشافعي الصغير نظراً لتمكنه في سائر العلوم من فقه وحديث وأصول وغيرها, ولد في أواخر القرن الحادي عشر أو مطلع القرن الثاني عشر, ونشأ في أسرة علمية مشهورة, فوالده وأعمامه وأجداده من العلماء المعدودين في الأحساء, فابتدأ بطلب العلم عند والده محمد, وجده عبد اللطيف وغيرهم من علماء الأحساء, فمنهم:
الشيخ العلامة حسين بن محمد بن مبارك العدساني.
الشيخ المحدث عبد الله بن سالم البصري,
وغيرهم من علماء زمنه, وقد طارت سيرة الشيخ في الآفاق, فلقبه أهل اليمن بابن حجر الصغير, وغدا مقصدا لطلاب العلم من الأحساء وخارجها.

## تلاميذه
تخرج على الشافعي الصغير كثير من العلماء والدعاة, من أشهرهم:ابنه الشيخ القاضي أحمد بن عبد الله بن محمد.
1. ابن أخيه الشيخ أحمد بن عبد الرحمن بن محمد.
2. الشيخ أحمد بن محمد بن عثمان بن محمد بن عثمان.
3. الشيخ محمد سعيد بن عبد الله العمير.
4. الشيخ القاضي حسين بن محمد بن حسين العدساني.
5. الشيخ عبد الرحمن بن خليفة النعيم.
6. الشيخ أحمد بن محمد المصري.
7. الشيخ أحمد بن عبد الله العبد القادر.
8. الشيخ محمد بن عبد الله آل فيروز الحنبلي.

وقد قصده علماء كثر من خارج الأحساء, أبرزهم: الشيخ محمد بن عبد الوهاب, وقد أقام عنده, ونظرا لمكانته في العلم فقد امتدح الإمام محمد شيخه الشافعي الصغير وأثنى عليه في رسالة بعثها إليه الشيخ راشد بن خنين النجدي الحنفي.

## أبرز مؤلفاته
ألف الشيخ كتبا كثيرة في علوم منوعة, منها:
1. الكلام الجامع على الحكم والشرط والسبب والمانع, وهي رسالة في أصول الفقه, وقد حققها الشيخ الدكتور علي الضويحي.
2. حاشية على صحيح البخاري.
3. بيان ما يجب بأصل الشرع عن صرف الوقف المنقطع إلى الأصل والفرع.
4. رسالة في متشابه أحكام القرآن.
5. فيض المنان الخبير في حكم الخياطة بالحرير.
6. سيف الجهاد لمدعي الاجتهاد, وغيرها من الكتب والرسائل والفتاوى.

## وفاته
توفي الشافعي الصغير الشيخ عبد الله العبد اللطيف في الأحساء عام 1181 هـ.